# Pussycat Dolls Present
"The Pussycat Dolls Present" foi um reality show exibido pelo canal estado-unidense The CW que teve como objetivo na primeira temporada de escolher uma nova integrante para o grupo The Pussycat Dolls e na segunda temporada formar o grupo Girlicious.
- 1° Temporada: The Pussycat Dolls Present: The Search For The Next Doll
- 2° Temporada: The Pussycat Dolls Present: Girlicious

## Visão geral
A série seguiu um grupo de jovens mulheres que passaram por um processo de audição para se juntar ao  Pop /  R & B contemporâneo girl group, The Pussycat Dolls. Os competidores, que também viveram juntos durante o curso da série, foram preparados pelo fundador do grupo e criador e co-produtor da série, Robin Antin, e foram julgados por suas habilidades vocais e dançantes. Fora das apresentações de palco, os participantes experimentam coreografia, gravação de músicas e tensões juntos.
O vencedor da primeira temporada [Asia Nitollano]] se juntou ao Pussycat Dolls como o sétimo membro da banda, e apareceu na série, mas atuou com o grupo apenas uma vez no programa desde que optou por ir sozinho antes do final da temporada. O terceiro colocado, Chelsea Korka, juntou-se a um novo grupo de Robin Antin chamado de Paradiso Girls.
O vencedor da segunda temporada [Girlicious] (Nichole Córdova, Tiffanie Anderson, Chrystina Sayers e Natalie Mejia) foi originalmente definido para ser um trio, mas decidido pelos juízes e Antin para se tornar um quarteto em seu lugar. Girlicious imediatamente começou a filmar vídeos de música e gravar músicas após as filmagens em 19 de julho de 2007.
No Reino Unido, o show foi ao ar em  T4 (o Channel 4 slot de programação de bloco de adolescente) em 1 de abril de 2007. Em Austrália , o show estreou em Network Ten em 1 de abril de 2007.
A segunda temporada, intitulada  Pussycat Dolls Present: Girlicious , estreou na segunda-feira, 18 de fevereiro de 2008. "Pussycat Dolls Present" mudou para sua nova noite e horário começando na quarta-feira, 9 de abril, depois de America's Next Top Model.

## O apresentador
A apresentação do programa fica por conta de Mark McGrath, líder da banda estadunidense Sugar Ray e apresentador de televisão nos EUA.

## Os jurados
A vencedora será escolhida por três jurados:
- Ron Fair: Veterano produtor e compositor; que já trabalhou com nomes como Christina Aguilera e Black Eyed Peas. Presidente da gravadora A&M Records.
- Robin Antin: Coreógrafa e criadora/fundadora do grupo Pussycat Dolls.
- Lil' Kim: Famosa cantora americana de rap (rapper).

## As candidatas

### Anastacia Rose
Idade: 26 anos.Cidade Natal: San Fransisco, CA, Mora atualmente: West Hollywood, CA.
Anastacia é originalmente de São Fransisco, califorina, ela trabalha como atriz e coreografa no oeste de Hollywood. Faz exame também para refinar suas habilidades dançando e escrevendo músicas. Em 2007, transformou-se em uma das nove finalistas do reality show "Search For The Next Doll". Mantém amizades boas com as finalistas do reality, Sisely Treasure e Mariela Arteaga.

### Brittany Diiorio
Idade: 22
Cidade Natal: Chesapeake, VA
Mora atualmente: Virginia Beach, VA.
Brittany Diiorio(Danielle Diiorio),é uma dançarina que, após ter terminado os estudos se mudou para a Virginia Beach.Brittany era um major musical do teatro por dois anos, mas deslocado eventualmente em dançar. Sua carreira dançando começou quando tinha somente três anos e gastou a maioria de sua vida competindo em várias competições em torno da nação. Antes de tentar entrar no reality show "Search For The Next Doll", Brittany gastou a maioria de seu tempo como gerente assistente da "Peabody’s nightclub".Em 2008, Brittany gravou a música "Let Me Breathe".Onde não fez muito suesso nas radios, que foi como um presente para seus fãns.
Brittany, após sair do reality show The Pussycat Dolls Presents: The Search for The Next Doll, botou seu nome artístico como: Danielle Diiorio, para evitar comparações com Britney Spears.

### Chelsea Korka
Chelsea, após o término do programa, se juntou ao Paradiso Girls, um grupo de cinco garotas criado por Robin Antin, e direcionado a Europa, e que em seguida será introduzido aos EUA. Cada garota representa um país, com Chelsea representando os EUA. Chelsea teve aulas de dança junto às outras integrantes. Este grupo era constituído por oito membros, mas agora apresenta três garotas inglesas, uma francesa e Chelsea. Diferente das Pussycat Dolls, não possuem uma vocalista principal e todas as meninas representam algo exclusivo. Seu primeiro álbum será lançado pela Interscope Records antes do verão de 2008. Chelsea confirmou que terá um novo visual para esse grupo, já que considera seu look bastante "Doll", mas deciciu continuar com a franja, pois sente que seus fãs gostam, porém ela esteve um período loira, antes de voltar ao seu antigo look. Também foi até a Austrália gravar para as Paradiso Girls.
Mantendo contato com Robin, mais tarde participou de um evento onde apresentou o medley Pink Panther/Fever com o Girlesque, ao lado de Melissa Smith e Melissa Reyes. Também estrelou durante uma semana no Pussycat Dolls Lounge em Las Vegas ao lado de Melody Thornton. Freqüentemente aparece em eventos na CW para promover a segunda temporada do The Pussycat Dolls Present, embora ela confirmou recentemente que não participaria do programa, devido ao seu compromisso com as Paradiso Girls. Foi uma das dançarinas do clipe "Stupid Shit" das Girlicious.A melhor Música de Chelsea no programa foi Shame, cantada por ela, Mariela e Anastacia no episódio 4.

### Mariela Arteaga
Idade: 26, Cidade Natal: Coconut Grove, FL, Mora atualmente: Miami, FL
Mariela cresceu acima do bosque do coco, Florida e mudou-se para Miami, onde trabalhou como uma dançarina antes das audições do reality show "Search For the Next Doll". Tinha terminado apenas sua instrução, e estava tentando decidir se continuaria como dançarina ou perseguir algo que se relacione a seu grau.Ela já foi vista em um ensaio do grupo "The Paradiso Girls" criado por Robin Antin, porém ela não entrou no grupo.
Mariela foi a quarta eliminada, por conta de sua voz não ter sido adequada para cantar "I turn to you",ela foi elogiada por Robin antes de ser eliminada por ser a melhor daçarina do reality show.

### Melissa Reyes
Melissa Anne Leoni Reyes nasceu em 31 de março de 1988, em Fullerton, California, nos Estados Unidos da América). É a segunda e última filha de um casal de médicos filipinos: Elizabeth e Tony. Ela cresceu em uma família de religião católica e, durante toda a sua vida, só estudou em escolas católicas. Formou-se na Rosary All Girls Catholic School em Fullerton, Califórnia, onde nasceu.
Começou a cantar e a dançar desde cedo, quando sua mãe a matriculou na Team Milenia Jrs, um grupo de dança de rua. Desde os tempos do segundo grau, Melissa tem aparecido em vários clipes, como, por exemplo: U got Me, do B5; 3 Freaks, do DJ Shadow; My Girlfriends, do Lil' Romeo; Deal With It, do Corbin Bleu; Nothing in this World, de Paris Hilton.
Melissa participou do reallity show Pussycat Dolls Present: The Search For The Next Doll, e ficou em segundo lugar, perdendo para Asia Nitollano, sua maior concorrente desde o início do programa. No final da disputa, Melissa Reyes e Asia tiveram uma briga (que ficou conhecida como Pussycat Fight) que a atrapalhou, e também a todas as 2 concorrentes, o seu ensaio antes da final. Ron Fair, um dos jurados, a elogiou bastante dizendo que ela era a mais completa das concorrentes.

### Melissa Smith
Logo quando chegou na casa do programa, Melissa implicou com outra participante(Chelsea), dizendo que ela iria sair e não chelsea, só que no final do episódio, melissa ficou entre as duas últimas, por errar a letra da música "Crazy In Love", mas no lugar dela, Brittany foi eliminada.

### Sisely Treasure
Idade: 25, Cidade Natal: Long Beach, CA, Mora atualmente: Los Angeles, CA
Sisely treasure é uma cantora e dançarina de Los Angeles, Califórnia, que, junto com o artista Kaz Gamble formou o grupo de música, "Cooler Kids". Como parte da faixa dita, Sisely teve a oportunidade de trabalhar com diversas gravadoras, e liberou um álbum, intitulado o "Punk Debutante", de que o único single "All Around The World" veio. Em 2007 transformou-se em uma das finalistas do reality Show "Search For The Next Doll".
Cantora da famosa banda Cooler Kids, foi a terceira a sair do reality show The Pussycat Dolls Present: The Search For the next doll. Causou muita polêmica ao falar que Asia Nitollano, dançava igual a uma drag queen.

## A vencedora
No dia 24 de abril de 2007 foi ao ar o último episódio da série no qual Asia Nitollano foi escolhida como a nova integrante do grupo The Pussycat Dolls.
Quando soube, ela mal conseguiu conter sua alegria: "Foi um sonho feito realidade. O pior é que eu soube da minha vitória antes do programa e não podia contar a ninguém, se não corria o risco de perder o posto. Só contei à minha mãe, ela ficou eufórica", disse Asia.

### Carreira solo
Depois de vários boatos que surgiram, o presidente da The CW, Dawn Ostroff, confirmou que a vencedora do programa "The Search For The Next Doll" preferiu seguir carreira solo. Segundo ele foi totalmente vontade dela.

## Segunda temporada

### Pussycat Dolls Present: Girlicious
A segunda temporada de "Pussycat Dolls Present" foi para formar um novo grupo de garotas; o Girlicious. Esta temporada foi mais longa pois contava com um número maior de participantes e teve início no dia 18 de fevereiro de 2008 nos Estados Unidos.
As 15 participantes eram:
- Alexis Pelekanos
- Carrie Jones
- Cassandra Porter
- Charlotte Benesch
- Charlye Nichols, dançarina e cantora estadunidense, originária de Baytown, Texas.[carece de fontes?]
- Chrystina Sayers
- Ilisa Juried
- Jamie Ruiz
- Jenna Artzer
- Keisha Henry
- Kristin Vlaze
- Megan Dupre
- Natalie Mejia
- Nichole Cordova
- Tiffanie Anderson

Segundo as avaliações da TV norte-americana, "Girlicious" esteve com a audiência muito baixa comparado ao "The Search for the Next Doll".
Em abril de 2008 foi exibido o último episódio do programa nos Estados Unidos; e as vencedoras escolhidas para formar o grupo Girlicious foram Chrystina Sayers, Nichole Cordova, Tiffanie Anderson e Natalie Mejia.
Em Junho de 2009 a integrante Tiffanie Anderson saiu do grupo.